# Le Parfait Inconnu
Pour les articles homonymes, voir Speroni.
Florent Speroni, dit Le Parfait Inconnu, né le 26 juillet 1988 à Nancy (Meurthe-et-Moselle), est un influenceur, vidéaste web, comédien et humoriste français. Il comptabilise un peu plus de sept cent mille abonnés en août 2024.
Atteint d'une éternelle tumeur cérébrale, tout au long de son existence, il lui faudra cohabiter avec cette tumeur. Il frôlera la mort à maintes occasions, au cours d'interventions chirurgicales. Il le développe dans son livre Putain, j'ai survécu.

## Biographie
Florent Speroni est né le 26 juillet 1988 à Nancy, dans la Meurthe-et-Moselle. Il y grandit,.
En 2014, il décroche un master de la Neoma Business School.
En février 2016, les médecins de l'hôpital de Nancy lui diagnostiquent une tumeur cérébrale. À la suite de cette révélation, il prend la décision, le 17 avril 2016, de se lancer pour la première fois dans l'écriture, l'interprétation, et la réalisation de vidéos humoristiques. Ces créations sont diffusées sur les plateformes Twitter, Youtube, et Facebook et exploseront rapidement en popularité.
Il subit deux interventions chirurgicales en juillet 2016 afin d'extraire la tumeur. Contre toute attente, il survit, malgré les complications engendrées par une infection cérébrale postopératoire.
En décembre 2016, il diffuse une vidéo où il apparaît aux côtés de l'humoriste Titoff.
En mars 2025, le total des vues de ses vidéos sur YouTube dépasse les 231 millions.
En avril 2024, il publie son livre Putain, j'ai survécu, racontant son combat contre la tumeur.

## Vidéos populaires
Ce tableau classe les quinze vidéos les plus vues du vidéaste sur YouTube, au 27 mars 2024.
| Titre                                    | Date de sortie    | Nombre de vues (au 27 mars 2024) |
| ---------------------------------------- | ----------------- | -------------------------------- |
| La guerre contre mon voisin              | 9 janvier 2020    | 12 289 468                       |
| Mes gamins sont invivables               | 3 septembre 2019  | 11 506 403                       |
| Mes enfants m'ont inscrit sur Tinder     | 13 février 2020   | 9 436 153                        |
| Les babysitters                          | 5 juin 2019       | 7 872 309                        |
| Mon fils a disparu...!                   | 4 avril 2018      | 6 676 937                        |
| Ma meuf est accro à Insta                | 5 décembre 2019   | 6 309 652                        |
| La tirelire                              | 16 novembre 2017  | 5 169 108                        |
| Mon fils s'est fait kidnapper... !       | 27 septembre 2018 | 5 074 211                        |
| Le trou                                  | 29 juin 2016      | 5 029 549                        |
| Partir en vacances avec ses gamins       | 24 novembre 2018  | 4 865 260                        |
| Mes enfants détestent ma nouvelle copine | 21 juillet 2022   | 4 708 968                        |
| Les œufs de Paques                       | 10 avril 2019     | 4 686 509                        |
| J'échange de corps avec ma fille         | 28 octobre 2021   | 4 516 747                        |
| Papa, file-moi 20 balles !               | 30 mai 2017       | 4 394 909                        |
| Ma nouvelle voisine                      | 27 octobre 2018   | 4 141 837                        |